# Lã Bá Di
Bá Di (chữ Hán: 伯夷) là tên vị quân chủ đầu tiên của nước Lã trong lịch sử Trung Quốc, theo Sử Ký Tư Mã Thiên - Tề Thái công Vọng thế gia thì ông chính là thủy tổ của Khương Tử Nha.

## Sự nghiệp
Bá Di vốn họ Khương, hậu duệ của Viêm Đế Thần Nông thị, sống vào thời Ngu Thuấn tương truyền rất tinh thông âm luật, trước đây vua Phục Hy đã chế ra đàn Dao nhưng mới chỉ là gảy ra tiếng ngân nga chứ bài bản thì chưa có quy định rõ ràng. Bá Di đã nghiên cứu chế ra các làn điệu phổ từng bài theo từng hoàn cảnh cho phù hợp, ví như trong cung đình cần uy nghi hùng tráng thì điệu nhạc nghe trang trọng nghiêm túc. Hoặc giả người dân lao động cày cấy thì bài hát du dương trầm bổng, hay đám hiếu thì điệu nhạc buồn thảm thê lương còn đám hỷ thì bài ca ngất ngây vui nhộn sâu lắng. Vua Thuấn biết tiếng mời vào trong triều phong làm quan tứ nhạc quản lý việc dạy đàn trong thiên hạ, Bá Di đã sáng tác cho nhà vua khúc Nam Phong nổi tiếng ca ngợi cảnh thanh bình thịnh trị của đất nước. Khi Hạ Vũ nhận trách nhiệm trị thủy thì Bá Di tình nguyện đi theo trợ lực, đến nơi nước lũ ông sáng tác những bản đàn nghe rất dồn dập khẩn trương làm động lực thúc giục người dân hăng say đắp đê kè đập ngăn dòng nước. Nhờ có sự cổ động của ông mà dân chúng làm việc quên cả mệt nhọc vất vả, nạn hồng thủy bị dẹp yên cũng nhờ một phần đóng góp không nhỏ của Bá Di.

## Hậu duệ
Sau khi Hạ Vũ được đế Thuấn thiện nhượng đã họp chư hầu ở Miêu Sơn luận công ban thưởng, Bá Di được thụ phong ở nước Lã (ngày nay thuộc khu vực Nam Dương tỉnh Hà Nam) nên con cháu lấy luôn tên đất phong làm họ. Nước Lã tồn tại suốt từ thời nhà Hạ qua nhà Thương đến đầu thời nhà Chu thì được phân phong thêm 3 nước nữa là: Thân, Hứa và Tề. Ba nước Lã, Thân, và Hứa đều bị nước Sở tiêu diệt vào thời Xuân Thu, còn nước Tề thì bị đại phu Điền Hòa cướp ngôi vào thời Chiến Quốc.